# Handball-Oberliga Hamburg/Schleswig-Holstein 2015/16
Die Handball-Oberliga Hamburg/Schleswig-Holstein 2015/16 wurde unter dem Dach der Handballverbände Hamburg (HHV) und Schleswig-Holstein (HVSH) organisiert und ist die höchste Spielklasse des Verbundes. Die Oberliga – HH / SH  ist nach der Bundesliga, der 2. Bundesliga und der 3. Liga eine der vierthöchsten Spielklassen im deutschen Handball.

## Saisonverlauf
Die Handball-Oberliga Hamburg – Schleswig-Holstein 2015/16 war die sechste Ausspielung der Handball-Ligasaison.

### Modus
Es wurde eine Hin- und Rückrunde gespielt. Nach Abschluss der daraus resultierenden Spieltage stieg der Meister in die 3. Liga auf, während die letzten drei Mannschaften in die Ligen der Landesverbände absteigen mussten. Der Modus war für Männer und Frauen gleich.

## Teilnehmer
Nicht mehr dabei waren die Auf- und Absteiger der Vorsaison. Neu hinzukamen die Absteiger (A) der 3. Liga und Aufsteiger (N) aus den Verbandsligen.

### Abschlussplatzierungen
| Männer  1. HSV Hamburg II - 2. SG WIFT Neumünster - 3. HG Hamburg-Barmbek - 4. FC St. Pauli - 5. Preetzer TSV - 6. THW Kiel II (A) - 7. TSV Hürup - 8. SG Hamburg-Nord - 9. TuS Esingen (N) - 10 MTV Herzhorn - 11 VfL Bad Schwartau II  12 TSV Ellerbek  13. AMTV Hamburg (N)  14 TuS Lübeck 93 (N) | Frauen  1. TSV Jörl - 2. SG Todesfelde/Leezen - 3. TSV Wattenbek - 4. AMTV Hamburg - 5. Bredstedter TSV (N) - 6. SC Alstertal-Langenhorn - 7. TSV Ellerbek - 8. TSV Altenholz (M) - 9. ATSV Stockelsdorf - 10 HG Owschlag-Kropp-Tet. II (A) - 11 FC St. Pauli  12 SG Altona (N)  13 THW Kiel  14 SG Oeversee-Jarplund-W. |

Handballverband Hamburg (HHV)

Handballverband Schleswig-Holstein

(A) = Absteiger aus der 3. Liga (N) = neu in der Liga (R) = Rückzug (M) = Meister / Titelverteidiger
  Meister und Aufsteiger zur 3. Liga 2016/17
- Für die Oberliga 2016/17 qualifiziert